# هوراشيو غيتس (رجل أعمال)
هوراشيو غيتس هو شخصية أعمال كندي، ولد في 30 أكتوبر 1777 في Barre, Massachusetts ‏ في الولايات المتحدة، وتوفي في 11 أبريل 1834 في مونتريال في كندا.